# Dysaphis hissarica
Dysaphis hissarica är en insektsart. Dysaphis hissarica ingår i släktet Dysaphis och familjen långrörsbladlöss. Inga underarter finns listade i Catalogue of Life.